# Unimarkt
Unimarkt ist ein Teil der Unigruppe mit Sitz in Traun, Österreich. Das Unternehmen betreibt rund 100 Filialen in den Bundesländern Oberösterreich, Niederösterreich, Salzburg, Steiermark und Burgenland. Die Filialen werden sowohl als Eigenbetriebe als auch von Franchisepartnern geführt.

## Geschichte

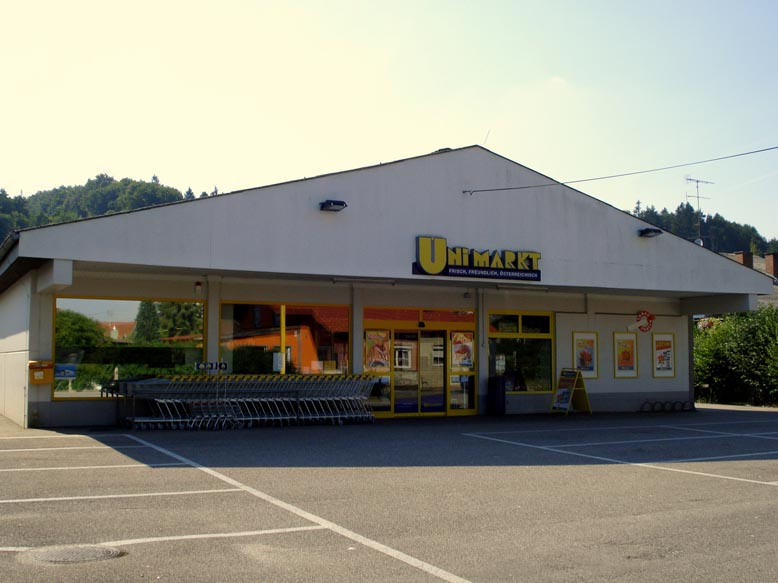
Ehemalige Unimarkt-Filiale in Helpfau-Uttendorf

Die Ursprünge von Unimarkt gehen auf das Jahr 1970 zurück, als regionale Großhändler in Oberösterreich die „Vereinigte UNITAS Großhandel Oberösterreich GesmbH“ (VUOG) gründeten und 250 private Lebensmittelhändler unter der Marke UNITAS agierten. Im Jahr 1975 wurde das Nahversorgerkonzept unter dem Namen Unimarkt eingeführt, um den Rückgang traditioneller Greißler aufgrund zunehmender Marktkonzentration entgegenzuwirken. Nach einer Phase schnellen Filialausbaus kam es 1983 zur Übernahme der gesamten UNITAS-Organisation durch Pfeiffer Großhandel Traun, was zu einer Reduzierung und strategischen Neuordnung des Filialnetzes führte. Weitere wesentliche Meilensteine waren 1995 der erste Umsatz in Milliardenhöhe, 1999 die Einführung eines Franchise-Systems und 2006 die Eröffnung der 100. Filiale.

## Entwicklung und Struktur

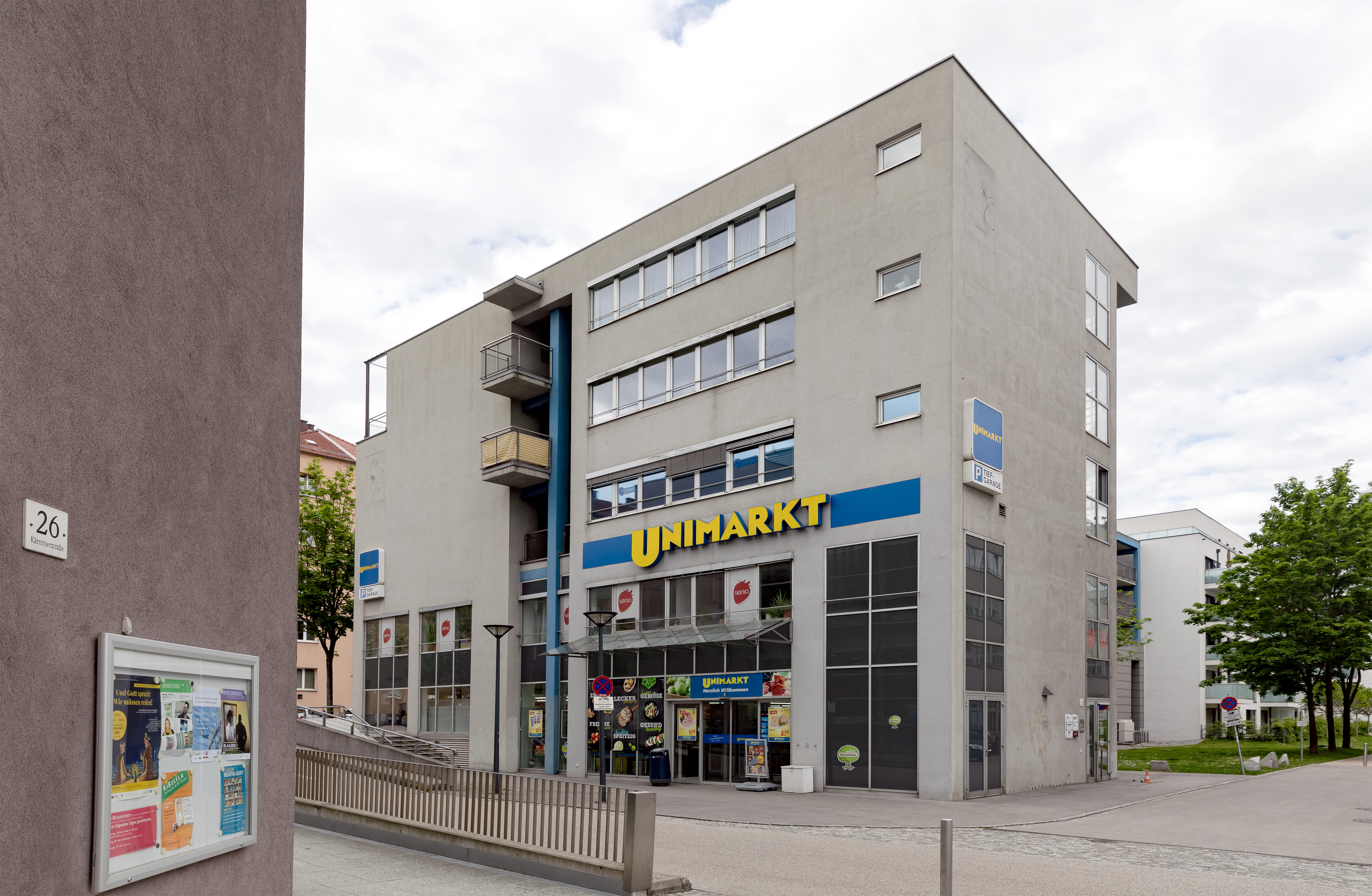
Ehemaliger Unimarkt in Linz (2019)

Zwischen 2009 und 2015 wurde das Netzwerk auf über 130 Standorte erweitert. Seit November 2014 betrieb Unimarkt einen Online-Shop und bot den österreichweiten Versand von Lebensmitteln an. Dieser wurde jedoch Ende Februar 2024 eingestellt, ebenso wie die „Uniboxen“, die an mehreren Standorten in Oberösterreich betrieben wurden. Die Umstrukturierung auf Franchisefilialen begann im April 2017 und wird seit dem Management-Buyout im April 2021 konsequent verfolgt. Bis Ende 2025 sollen alle verbleibenden Eigenfilialen an Franchisepartner übergeben werden. Die Suche nach neuen Franchisepartnern gestaltet sich dabei teilweise schwierig, was zu Schließungen mehrerer Filialen geführt hat. Im Dezember 2024 musste auch der Logistikstandort in Graz schließen. Laut NielsenIQ betrug der Marktanteil der Markant-Gruppe, zu der auch Unimarkt zählt, im Jahr 2024 2,4 %.

## Finanzielle Lage
Der Jahresabschluss 2023/2024 wies einen Verlust von rund 16 Mio. Euro aus. In seinem Bericht wies der Wirtschaftsprüfer darauf hin, dass bei Nichterreichen der im Reorganisationsprogramm festgelegten Maßnahmen erhebliche Zweifel an der Fortführung des Unternehmens bestehen. Neben rückläufigen Verkaufszahlen trugen steigende Personalkosten, Betriebsausgaben und eine erhöhte Verschuldung zur finanziellen Belastung bei. Die Eigenkapitalquote sank von 23,9 % im Jahr 2022/2023 auf 1,5 % im Jahr 2023/2024.

## Ehemalige Handelsdynastie Pfeiffer
Georg Pfeiffers Großhandel C+C Pfeiffer wurde 2015 an die Coop-Tochter Transgourmet aus der Schweiz verkauft. Die Zielpunkt-Kette endete durch Insolvenz. Georgs Mutter Maria Pfeiffer verkaufte 2019 ihr Lebenswerk PlusCity in Pasching bei Linz.

## Nah&Frisch-Gesellschafter
Die Unigruppe hält 25 % an der ZEV Nah&Frisch Marketingservice GmbH und ist somit neben der Kastner Gruppe und Julius Kiennast einer der drei Großhandelshäuser des Nah&Frisch-Verbundes bzw. in der MARKANT Österreich.